# Джамаат-и-ислами

Флаг Джамаат-и-Ислами

Джамаа́т-и ислами́ (урду جماعتِ اسلامی‎, «Исламский Блок», «Исламское общество», ДИ-JI) — исламистская политическая партия в Пакистане. Была основана в Лахоре, Индия, 26 августа 1941 года, Саийдом Абуль Ала Маудиди и является самой старой религиозной организацией в Пакистане.
Партия выступала категорически против раздела Индии и создания Пакистана, так как это противоречило, по мнению партии, коранической доктрине о единстве Мусульманской Уммы. Впоследствии партия зарекомендовала себя как последовательная панисламская партия и противница любых проявлений секуляризма, национализма и социализма. Джамаат-и ислами ставит целью возродить мусульманское общество на основе Корана и сунны, при этом партия не признает демократию и парламентаризм. Для партии характерна жесткая дисциплина и строго выстроенная иерархическая структура.
Сегодня сестринские и дочерние организации с подобными целями и идеологическими подходами существуют в Индии (Джамаат-и ислами Хинд), Бангладеш (Джамаат-и ислами Бангладеш), Кашмире, Шри-Ланке, и есть «близкие братские отношения» с исламистскими движениями и миссиями, «работающими в различных континентах и странах», особенно те, которые присоединяются к Братьям-мусульмане.
1 августа 2013 года решением Высокого суда Дакки партия была запрещена в Бангладеш. 12 декабря 2013 года за военные преступления был казнен лидер партии Абдула Кадер Муллу. А 11 апреля 2015 года был казнен другой лидер партии Мухаммад Камаруззаман.